# Фэрфилд (округ, Коннектикут)
Фэ́рфилд (англ. Fairfield County) — округ в штате Коннектикут, США.

## География

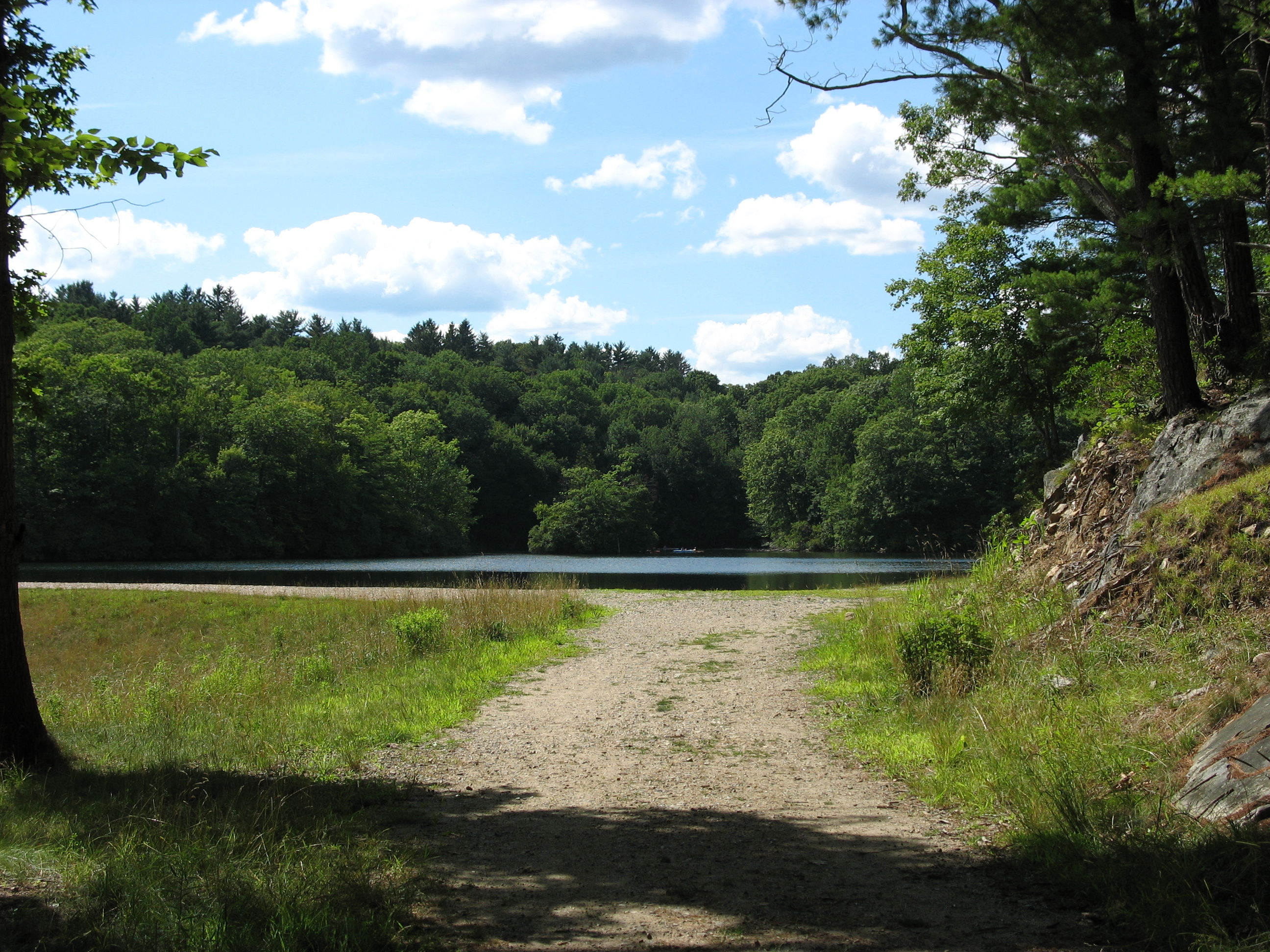
Государственный парк Хантингтон

Округ Фэрфилд расположен на крайнем юго-западе штата Коннектикут, в Новой Англии. Численность населения в нём на 2000 год составляла 882 567 человек. Площадь округа: 2168 км². Плотность населения равна 545 чел./км². Крупнейший город округа — Бриджпорт.
На севере и востоке округ Фэрфилд граничит с округами Личфилд и Нью-Хейвен, к югу от него находится пролив Лонг-Айленд, а к западу — штат Нью-Йорк. Округ расположен в 80 километрах от города Нью-Йорк.
Города округа Фэрфилд: Бетел, Бриджпорт, Брукфилд, Данбери, Дариен, Истон, Фэрфилд, Гринуич, Монро, Нью-Кейнан, Нью-Фэрфилд, Ньютаун, Норуолк, Рединг, Риджфилд, Шелтон, Шерман, Стамфорд, Стратфорд, Трамбалл, Уэстон, Уэстпорт, Уилтон.

## Климат
В округе Фэрфилд жаркий летний влажный континентальный климат (Dfa), который граничит с влажным субтропическим климатом (Cfa) вдоль пролива Лонг-Айленд. Зона зимостойкости составляет 6b на севере и 7a в пределах десяти миль от побережья, за исключением районов Гринвича и Стэмфорда вдоль побережья, которые относятся к 7b.

## История
Округ Фэрфилд был образован в 1666 году и является одним из четырёх первоначально образовавших колонию Коннектикут.
До прибытия европейцев округ Фэрфилд был родиной многих индейских племен. Люди из племени Шагтикок жили в районе современных Нью-Фэрфилда и Шермана. С востока на запад владения Ваппингеров включали Паугуссетты, Танкитеке и Сиванои. В округе Фэрфилд также проживали Пакиоке и Потатаки.

## Демография
По расовому и этническому составу населения в округе Фэрфилд проживают: 79,31 % — белые американцы, 11,88 % — латиноамериканцы, 10,01 % — негры, 3,25 % — выходцы из стран Азии, 0,2 % — индейцы. 25,6 % жителей — дети, не достигшие 18 лет, 13,3 % — старше 65 лет. Среднегодовой семейный доход составляет 77 690 долларов США, доход на душу населения составляет 38 350 долларов США. 6,9 % населения населения округа имеют доходы, лежащие ниже уровня бедности.

## Экономика

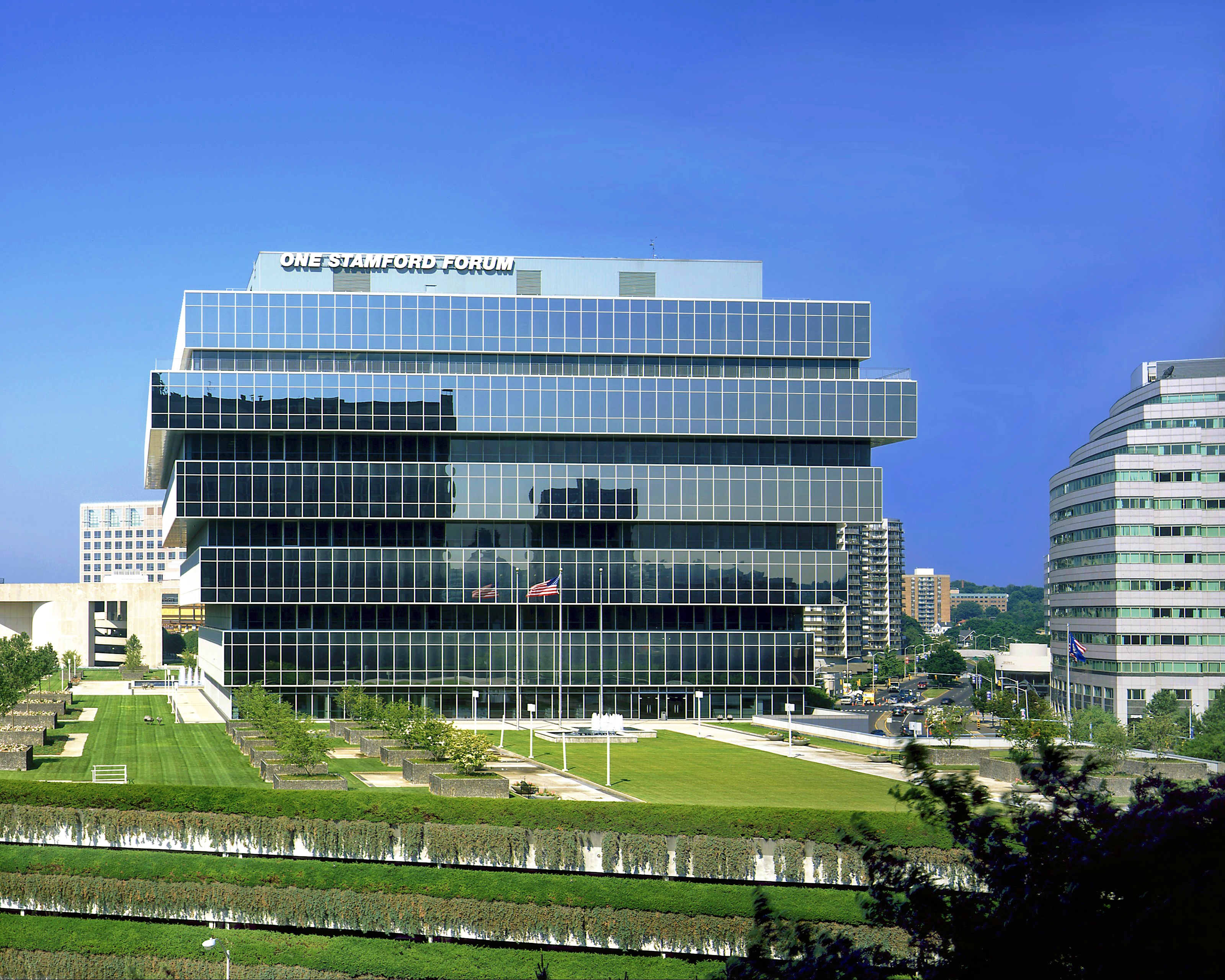
One Stamford Forum ― глобальная штаб-квартира Purdue Pharma

В конце 1960-х и начале 1970-х годов корпорации начали переносить свои штаб-квартиры в округ Фэрфилд с Манхэттена. Томас Дж. Люк из New York Times писал, что эта тенденция привела к постоянной децентрализации крупного бизнеса в регионе Нью-Йорка. В 1980-х годах многочисленные выкупы и реорганизации, а также экономический спад привели к тому, что компании освободили большую часть офисных помещений в пригороде округа Фэрфилд. В 1992 году в округе Фэрфилд располагались штаб-квартиры более 25 крупных транснациональных корпораций, что делало его третьим по величине центром сосредоточения этих компаний в США после Нью-Йорка и Чикаго.
В округе Фэрфилд сосредоточено большое количество хедж-фондов и частных инвестиционных компаний, многие из которых расположены вдоль Золотого побережья в таких местах, как Гринвич, Стэмфорд и Уэстпорт. Крупнейшие хедж-фонды со штаб-квартирами в округе Фэрфилд включают Bridgewater Associates, AQR Capital, Point72 Asset Management, Lone Pine Capital, Viking Global Investors и Tudor Investment Corporation.
Округ Фэрфилд является лучшим местом для развития аквакультуры в штате.

## Правительство

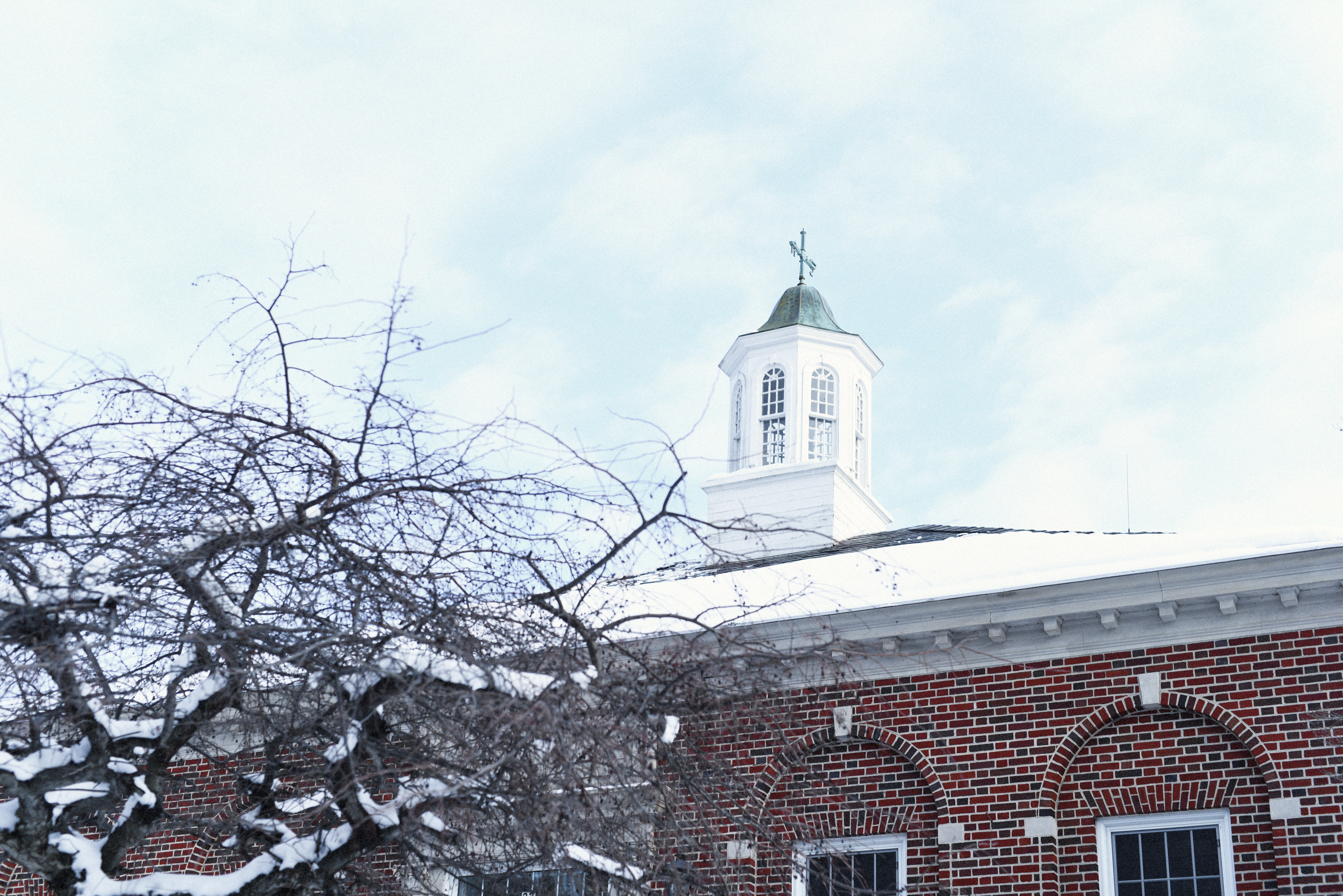
Ратуша Истона

По состоянию на 1960 год, в округах Коннектикута не было какой-либо связанной с округом правительственной структуры. Таким образом, округ Фэрфилд является лишь географической точкой отсчета. Все муниципальные услуги предоставляются городами, которые иногда совместно используют определенные ресурсы в рамках регионализации. Для решения проблем, касающихся более чем одного города, было создано несколько региональных агентств, которые помогают координировать деятельность городов по вопросам инфраструктуры, землепользования и экономического развития. В географическом районе округа Фэрфилд региональными агентствами являются:
- Большой Бриджпорт
- Юго-западная часть
- Долина (частично в округе Нью-Хейвен)
- Долина Хаусатоник (частично в округе Личфилд)

В округе Фэрфилд низкий индекс преступности — 2050,2 (на 100 000 жителей), а уровень раскрытия убийств составляет более 70%. Несколько правительственных учреждений, а также частные охранные компании отметили низкий уровень преступности в Фэрфилде, и в настоящее время в округе насчитывается 6 городов с высоким уровнем преступности. Процентильный индекс безопасности составляет 90% или выше по сравнению с остальной частью континентальной части Соединенных Штатов (основан на насильственных преступлениях и преступлениях против собственности).